# Jenő Károly
Jenő Károly (Budapest, 15 gennaio 1886 – Torino, 28 luglio 1926) è stato un calciatore e allenatore di calcio ungherese.

## Carriera
Nella sua carriera agonistica, Károly ha militato in due squadre della sua città natale: il MTK Budapest (con cui vinse tre campionati nazionali) e il Budapesti AK. Fu il capitano della nazionale magiara nella prima occasione in cui fu dato il permesso dal regime asburgico di giocare come «Ungheria» anziché come «Budapest», la gara contro l'Italia al Millenarys Palia di Budapest del 26 maggio 1910 vinta dai padroni di casa per 6-1, in cui segnò il quarto gol magiaro; venne selezionato in nazionale anche per il torneo olimpico di Stoccolma 1912.
Nel 1920, terminata la carriera da calciatore (la sua ultima partita fu BAK-Kispest 0-1 valevole per la prima giornata del massimo campionato ungherese 1920-1921), Károly intraprese quella di allenatore professionista, trasferendosi in Italia e guidando per due stagioni il Savona. Nel 1922, per volere dell'allora presidente Gino Olivetti, fu ingaggiato dalla Juventus diventando così il primo tecnico professionista nella storia del club: prima di allora, erano i calciatori ad accordarsi sulla formazione da schierare in campo.
Morì il 28 luglio 1926 d'infarto, pochi giorni prima della finale di Lega Nord della Prima Divisione tra Juventus e Bologna: Károly fu considerato il vincitore morale di quel campionato, che vinse la Juve, con József Viola a sostituirlo in veste di giocatore-allenatore, superando prima i felsinei e poi nella finalissima nazionale l'Alba Roma.
È sepolto nel Cimitero monumentale di Torino.

## Statistiche

### Presenze e reti con club
| Stagione   | Squadra      | Campionato | Campionato | Campionato | Coppe nazionali | Coppe nazionali | Coppe nazionali | Coppe continentali | Coppe continentali | Coppe continentali | Altre coppe | Altre coppe | Altre coppe | Totale | Totale |
| Stagione   | Squadra      | Comp       | Pres       | Reti       | Comp            | Pres            | Reti            | Comp               | Pres               | Reti               | Comp        | Pres        | Reti        | Pres   | Reti   |
| ---------- | ------------ | ---------- | ---------- | ---------- | --------------- | --------------- | --------------- | ------------------ | ------------------ | ------------------ | ----------- | ----------- | ----------- | ------ | ------ |
| 1903       | MTK Budapest | NB I       | 12         | 16         | –               | –               | –               | –                  | –                  | –                  | –           | –           | –           | 12     | 16     |
| 1904       | MTK Budapest | NB I       | 15         | 12         | –               | –               | –               | –                  | –                  | –                  | –           | –           | –           | 15     | 12     |
| 1905       | MTK Budapest | NB I       | 15         | 22         | –               | –               | –               | –                  | –                  | –                  | –           | –           | –           | 15     | 22     |
| 1906-1907  | MTK Budapest | NB I       | 14         | 24         | –               | –               | –               | –                  | –                  | –                  | –           | –           | –           | 14     | 24     |
| 1907-1908  | MTK Budapest | NB I       | 11         | 19         | –               | –               | –               | –                  | –                  | –                  | –           | –           | –           | 11     | 19     |
| 1908-1909  | MTK Budapest | NB I       | 12         | 8          | –               | –               | –               | –                  | –                  | –                  | –           | –           | –           | 12     | 8      |
| 1909-1910  | MTK Budapest | NB I       | 14         | 8          | –               | –               | –               | –                  | –                  | –                  | –           | –           | –           | 14     | 8      |
| Totale MTK | Totale MTK   | Totale MTK | 93         | 109        |                 | –               | –               |                    | –                  | –                  |             | –           | –           | 93     | 109    |
| 1910-1911  | Budapesti AK | NB I       | 17         | 6          | –               | –               | –               | –                  | –                  | –                  | –           | –           | –           | 17     | 6      |
| 1911-1912  | Budapesti AK | NB I       | 6          | 1          | –               | –               | –               | –                  | –                  | –                  | –           | –           | –           | 6      | 1      |
| 1912-1913  | Budapesti AK | NB I       | 7          | 0          | –               | –               | –               | –                  | –                  | –                  | –           | –           | –           | 7      | 0      |
| 1913-1914  | Budapesti AK | NB I       | 12         | 3          | –               | –               | –               | –                  | –                  | –                  | –           | –           | –           | 12     | 3      |
| 1916-1917  | Budapesti AK | NB I       | 6          | 0          | –               | –               | –               | –                  | –                  | –                  | –           | –           | –           | 6      | 0      |
| 1917-1918  | Budapesti AK | NB I       | 5          | 0          | –               | –               | –               | –                  | –                  | –                  | –           | –           | –           | 5      | 0      |
| 1918-1919  | Budapesti AK | NB I       | 5          | 0          | –               | –               | –               | –                  | –                  | –                  | –           | –           | –           | 5      | 0      |
| 1919-1920  | Budapesti AK | NB I       | 13         | 0          | –               | –               | –               | –                  | –                  | –                  | –           | –           | –           | 13     | 0      |
| 1920-1921  | Budapesti AK | NB I       | 1          | 0          | –               | –               | –               | –                  | –                  | –                  | –           | –           | –           | 1      | 0      |
| Totale BAK | Totale BAK   | Totale BAK | 72         | 10         |                 | –               | –               |                    | –                  | –                  |             | –           | –           | 72     | 10     |
| Totale     | Totale       | Totale     | 165        | 119        |                 | –               | –               |                    | –                  | –                  |             | –           | –           | 165    | 119    |

## Palmarès

### Giocatore

#### Club
- Campionato ungherese: 3

MTK Budapest: 1903, 1908, 1910

#### Individuale
- Capocannoniere del campionato ungherese: 2

1903 (15 gol), 1905 (23 gol)